# リチャード・テンプル (庶民院議員)
リチャード・テンプル（英語: Richard Temple、1726年頃 – 1749年8月8日）は、イギリスの庶民院議員。

## 生涯
初代パーマストン子爵ヘンリー・テンプルとアン・ホーブロン（Anne Houblon、1735年12月8日没、イングランド銀行総裁アブラハム・ホーブロンの娘）の次男として、1726年頃に生まれた。
1743年5月14日にケンブリッジ大学クレア・カレッジに入学、1746年にM.A.の学位を修得した。
1747年12月、ダウントン選挙区の補欠選挙で与党ホイッグ党の候補として当選した。
1748年5月18日、ヘンリエッタ・ペラム（Henrietta Pelham、1730年8月1日 – 1768年8月31日、トマス・ペラムの娘）と結婚、1男をもうけた。
1749年8月8日に天然痘で死去した。